# KNX

نشان‌واره معیار KNX

KNX استانداردی برای قراردادهای ارتباطی شبکه بر مبنای مدل اتصال متقابل سامانه‌های باز در ساختمان‌های هوشمند می‌باشد.